# 1250-ті
Високе Середньовіччя •  Золота доба ісламу •  Реконкіста  •  Монгольська імперія

## Події

### Україна
Галичина, як і інші землі колишньої  Київської Русі, потрапили у васальну залежність до Золотої Орди. За встановленою монголо-татарами системою  князі повинні були отримати ярлик на правління. 1252 року ярлик на княжіння у Володимирі-на-Клязьмі здобув Олександр Невський. 
Залежність Данила Галицького від ординців була дещо меншою. 1253 року він отримав від папи римського королівський титул, одночасно з литовським князем Міндовгом та чеським князем Пржемислом Отакаром II.  Данило Галицький чинив опір ординцям у 1257-1259 роках, однак зазнав невдачі, і його супротив було подолано під час походу Орди на Литву та Польщу 1258-1259 років. 
Під 1256 роком у Волинсько-Галицькому літописі вперше згадано місто Львів.

### Європа
З 1247, року смерті Фрідріха II Гогенштауфена, Священна Римська імперія не мала єдиного правителя. Відлучений від церкви син Фрідріха Конрад IV не мав підтримки в Німеччині, але німецькі магнати не могли обрати сильного антикороля. Конрад IV намагався підкорити собі Італію, однак 1254 року помер. Успішніше діяв його брат Манфред, який узяв на себе регентство над малолітнім сином Конрадіном, сином Конрада IV. 1258 року на підставі чуток про смерть Конрадіна в Німеччині Манфред коронував себе королем Сицилії, а коли довідався, що чутки безпідставні, відмовився повернути титул. 
За Австрійське герцогство, спадщину Бабенбергів, вели між собою боротьбу король Богемії Пржемисл Отакар II, одружений із Маргаритою Бабенберг, та угорський король Бела IV, який підтримував Романа Даниловича, одруженого з Гертрудою Бабенберг. Данило Галицький теж брав участь у військових діях проти Пржемисла Отакара, однак швидко вийшов із війни. 1354 року було укладено мир, за яким Пржемисл Отакар II отримував Австрію, а угорці — Штирію, але 1260 року богемський король відібрав Штирію у Бели IV. 
Пржемисл Отакар II приєднався до хрестового походу проти прусів і заснував на їхніх землях місто, назване на честь нього Кенігсбергом. 
В Англії за правління Генріха III виникла Говорильня, відома під французькою назвою Парламент. Це були зустрічі, на яких лорди та король обговорювали важливі державні питання. Парламент 1258 року знаний як скажений. Він змусив короля прийняти Оксфордські провізії, які змінювали систему правління в країні на користь лордів. 1259 року було проголошено ще радикальніші Вестмінстерські провізії, якими право голосу в державних справах надавалося не тільки лордам, а й лицарству та народу загалом. 
1251 року литовський князь Міндовг прийняв хрещення, а 1253 року корону короля. Проте 1260 року він зрікся християнства і відмовився від королівського титулу. 
Королем Данії після вбивстав Абеля став Хрістофер I, а після його смерті трон перейшов до його малолітнього сина Еріка V.
У Кастилії і Леоні з 1252 року почалося правління Альфонсо X, прозваного мудрим. 1257 року його також обрали одним з антикоролів Німеччини, але це обрання не мало фактичної сили.
- Другий похід монголів на Польщу.
- Депортація маврів з Португалії.
- В охопленій безладом Європі поширився рух самобичувальників  флагелянтів, пізніше засуджений церквою як єретичний.

### Монгольська імперія
Монгольська імперія продовжила підкорення земель та народів. 1251 року курултай обрав великим ханом Мунке, який поставив перед монголами мету завоювати світ. Він призначив своїм полководцем в Ірані хана Хулагу, а Хубілая послав проти китайської династії Сун. Хубілай захопив землі сучасної провінції Юньнань, змусивши тайські племена, що мешкали там відійти на південь на територію сучасних Лаосу й Бірми. Далі монголи пішли на територію В'єтнаму, захопили й розграбували Ханой. 
1256 року Хулагу захопив фортецю асасинів Аламут, а 1258 року взяв Багдад, віддав його на розграбування військам і стратив останнього Аббасидського халіфа. Цю подію вважають формальною датою кінця золотої доби ісламу. Далі Хулагу пішов у Анатолію і Сирію, де монголи зазнали першої великої поразки від єгипетських мамлюків. Повернувшись в Іран, Хулагу заснував династію ільханів.
Великий хан Мунке помер 1259 року, і Ариг-Буга проголосив себе його наступником, з чим не погодився Хубілай. Він повернувся з Китаю і розпочав війну за верховенство серед монголів. Відтоді єдинства серед монголів уже не було. Хоча кожна з частин монгольської імперії була величезною, але вони воювали не тільки з чужоплемінниками, а й між собою.
Хан Золотої Орди Батий помер 1255 року. Його змінив Сартак, а потім Берке, який першим серед правителів ординців прийняв іслам.

### Решта світу
Константинополем усе ще володіла Латинська імперія, хоча її існування добігало кінця, тоді як Нікейська імперія набувала сили, зокрема через ослаблення Другого Болгарського царства.  Михайло VIII Палеолог 1260 року оголосив себе співправителем при малолітньому імператорі Нікеї Іоанні IV Ласкарісові. Саме він стане відновником Візантійської імперії. 
Столицею хрестоносців у Палестині була Акра. Але в державі хрестоносців не було миру. 1256 року  в Тірі спалахнула війна Святого Сави між Венецією та Генуєю, між тамплієрами та госпітальєрами. Морська війна між двома найбільшими комерційними центрами Середземномор'я тривала аж до 1270 року з залученням інших держав регіону. 
В Єгипті правили мамлюки, які прийшли до влади внаслідок подій Сьомого хрестового походу. Їм першив вдалося розбити війська монголів. Сталося це 1260 року біля Айн-Джалута в Галілеї. Одразу ж після цього каїрським султаном став Бейбарс, значний діяч двох наступних десятиліть.
У Японії буддійський чернець Нітірен почав проповідувати Сутру Лотоса, започаткувавши нову секту, що отримала назву Нітірен-сю

### Наука
- Альберт Великий виділив хімічний елемент Арсен.
- Роджер Бекон першим серед європейців описав формулу пороху.
- Паризький університет включив до програми студій твори Аристотеля.
- За наказом короля Кастилії Альфонсо X Мудрого почалася робота над альфонсинськими астрономічними таблицями.